# Andrija Prlainović

|-
Andrija Prlainović (Dubrovnik, 28. travnja 1987.), srbijanski vaterpolist, igrač talijanskog Pro Recca. Ponikao je u hercegnovskom Jadranu, a igrao je i za Partizan i za Crvenu zvezdu. Bio je najbolji strijelac olimpijskog turnira 2012. s postignuta 22 pogotka u 8 utakmica. Visok je 187 cm. Na SP-u 2013. odigrao je protiv Kine 200. utakmicu za reprezentaciju. U 200 utakmica postigao je 320 pogodaka. Kao igrač Szolnoka osvojio je naslov prvaka Europe 2016./17., što je najveći uspjeh tog kluba, koji je u završnici pobijedio branitelja naslova dubrovački Jug 10:5.